# Ronde van Italië 2025/Achtste etappe
De achtste etappe van de Ronde van Italië 2025 vond plaats op 17 mei. De Australiër Luke Plapp won na een lange solo. De 35-jarige Italiaan Diego Ulissi nam de leiderstrui over van Primož Roglič. Hij werd daarmee de eerste Italiaan sinds Alessandro De Marchi in 2021 die de roze trui droeg.

## Parcours
De etappe startte in Giulianova. Onderweg waren twee tussensprints in Roccafluvione en Sarnano en een Red Bull kilometer bij het kasteel van Santa Maria. Met de Croce di Casale (derde categorie), de Sassotetto (eerste categorie) en de beklimmingen naar Montelago (derde categorie) en Gagliole (vierde categorie) lagen er ook vier gecategoriseerde beklimmingen op het parcours. Na 197 kilometer lag de aankomst in Castelraimondo.

## Koersverloop
De eerste aanvallen van de dag kwamen achtereenvolgend van Taco van der Hoorn, Max Kanter, Martin Marcellusi, Quinten Hermans, Mattia Cattaneo, Mads Pedersen, Rémy Rochas, Edoardo Affini, Clément Davy, Mark Donovan en meerdere andere. De eerste groep die zich afscheidde was Pedersen, Cattaneo en Davide De Pretto. Daarachter een andere groep met drie van Kevin Geniets, Marco Frigo en Wout van Aert. Nadat die laatste weer gegrepen werd volgde opnieuw verschillende pogingen in het peloton om weg te geraken.
Pedersen won de eerste sprintpunten in Roccafluvione. Maar na 50 kilometer werd de laatste groep vluchters weer gegrepen en zat het peloton weer samen. Op de Croce di Casale kwam Davide Piganzoli als eerste boven. Een groep met Louis Meintjes, Nairo Quintana, Romain Bardet, Alessandro Tonelli, Davide Piganzoli en Wilco Kelderman geraakte hierna weg. Maar ook zij werden niet veel later alweer gegrepen. Opnieuw volgde een aantal kilometer waarin verschillende renners probeerde weg te geraken. Uiteindelijk werd er een omvangrijke kopgroep gevormd. Fortunato won de sprint in Sarnano. De vlucht bestond uit dertien renners en enkele achtervolgers die probeerde hier naar toe te rijden. Op de klim in Sassotetto kwam Fortunato als eerste boven. Op 70 kilometer van de streep waren er drie groepen voorop. Een eerste met Igor Arrieta, Luke Plapp, Wilco Kelderman, Diego Ulissi en Georg Steinhauser gevolgd door twee achtervolgende groepen.
Op 65 kilometer van de streep reden Andrea Vendrame en Romain Bardet naar de eerste groep toe. Na een aanval van Kelderman en Ulissi breekt de kopgroep in drie groepjes. Alles komt niet veel verder weer samen. Plapp pakte de bergpunten in Montelago. Door de aanval van Plapp reed hij solo weg van de rest. Hij veroverde ook nog de bergpunten in Gagliole en kwam solo over de meet.

## Uitslagen
| Giulianova – Castelraimondo (197 km) |                    |                               |          |
| Plaats                               | Naam               | Ploeg                         | Tijd     |
| Winnaar                              | Luke Plapp         | Jayco AlUla                   | 4u44'20" |
| 2                                    | Wilco Kelderman    | Visma \| Lease a Bike         | + 38"    |
| 3                                    | Diego Ulissi       | XDS Astana                    | z.t.     |
| 4                                    | Igor Arrieta       | UAE Team Emirates-XRG         | + 1'22"  |
| 5                                    | Nicolas Prodhomme  | Decathlon AG2R La Mondiale    | + 1'35"  |
| 6                                    | Andrea Vendrame    | Decathlon AG2R La Mondiale    | + 1'48"  |
| 7                                    | Lorenzo Fortunato  | XDS Astana                    | z.t.     |
| 8                                    | Georg Steinhauser  | EF Education-EasyPost         | + 2'59"  |
| 9                                    | Romain Bardet      | Picnic PostNL                 | + 3'02"  |
| 10                                   | Alessio Martinelli | VF Group-Bardiani CSF-Faizanè | + 4'37"  |
|                                      |                    |                               |          |
| 52                                   | Quinten Hermans    | Alpecin-Deceuninck            | + 5'32"  |

| Algemeen klassement |                   |                         |           |
| Plaats              | Naam              | Ploeg                   | Tijd      |
| Roze trui           | Diego Ulissi      | XDS Astana              | 29u21'23" |
| 2                   | Lorenzo Fortunato | XDS Astana              | + 12"     |
| 3                   | Primož Roglič     | Red Bull-BORA-hansgrohe | + 17"     |
| 4                   | Juan Ayuso        | UAE Team Emirates-XRG   | + 20"     |
| 5                   | Isaac Del Toro    | UAE Team Emirates-XRG   | + 26"     |
| 6                   | Antonio Tiberi    | Bahrain Victorious      | + 44"     |
| 7                   | Max Poole         | Picnic PostNL           | + 47"     |
| 8                   | Michael Storer    | Tudor                   | + 50"     |
| 9                   | Brandon McNulty   | UAE Team Emirates-XRG   | + 51"     |
| 10                  | Simon Yates       | Visma \| Lease a Bike   | + 56"     |
|                     |                   |                         |           |
| 24                  | Thymen Arensman   | INEOS Grenadiers        | + 2'25"   |
| 77                  | Quinten Hermans   | Alpecin-Deceuninck      | + 29'51"  |

1e etappe ·
2e etappe ·
3e etappe ·
4e etappe ·
5e etappe ·
6e etappe ·
7e etappe ·
8e etappe ·
9e etappe ·
10e etappe ·
11e etappe ·
12e etappe ·
13e etappe ·
14e etappe ·
15e etappe ·
16e etappe ·
17e etappe ·
18e etappe ·
19e etappe ·
20e etappe ·
21e etappe
Startlijst · Eindstanden · Afbeeldingen